# Club Harrods Gath & Chaves
El Club Harrods Gath & Chaves es una entidad socio-deportiva ubicada en la Ciudad de Buenos Aires, Argentina.
Se encuentra en el barrio de Belgrano, a metros de la Av. del Libertador y de las vías del Ferrocarril General Bartolomé Mitre, cercano también a Barrancas de Belgrano, linda con el barrio de Palermo y los Bosques de Palermo. Constituye el parque Tres de Febrero.
Con 106 años, el Club forma parte importante de la historia de Bajo Belgrano. Un espacio de tres hectáreas donde abunda el verde, árboles, jardines, combinados con espacios deportivos de calidad en medio del asfalto de la urbe.

## Historia
El club es el resultado de la fusión de 2 clubes, el Club Athletic Gath & Chaves ubicado en la calle llamada Pino (ahora Virrey del Pino) y Blandengues (hoy avenida del Libertador) ambas en la Ciudad de Buenos Aires, y el Club Athletic Harrod's de la localidad de Rivadavia (hoy Partido de Vicente López - Provincia de Buenos Aires)

## Infraestructura social y deportiva
El club cuenta con amplias instalaciones, entre las que se encuentran:

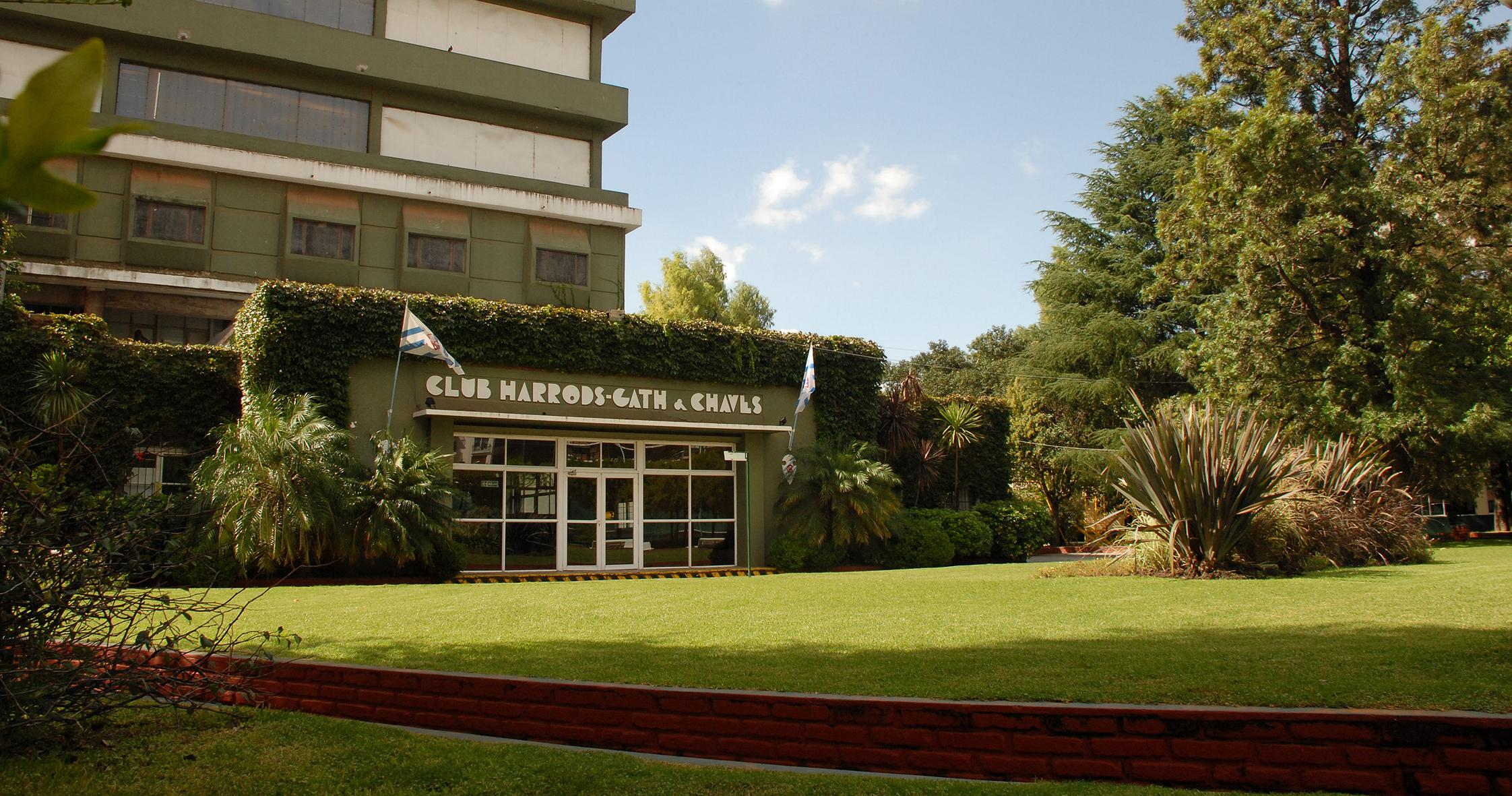
Edificio Central.

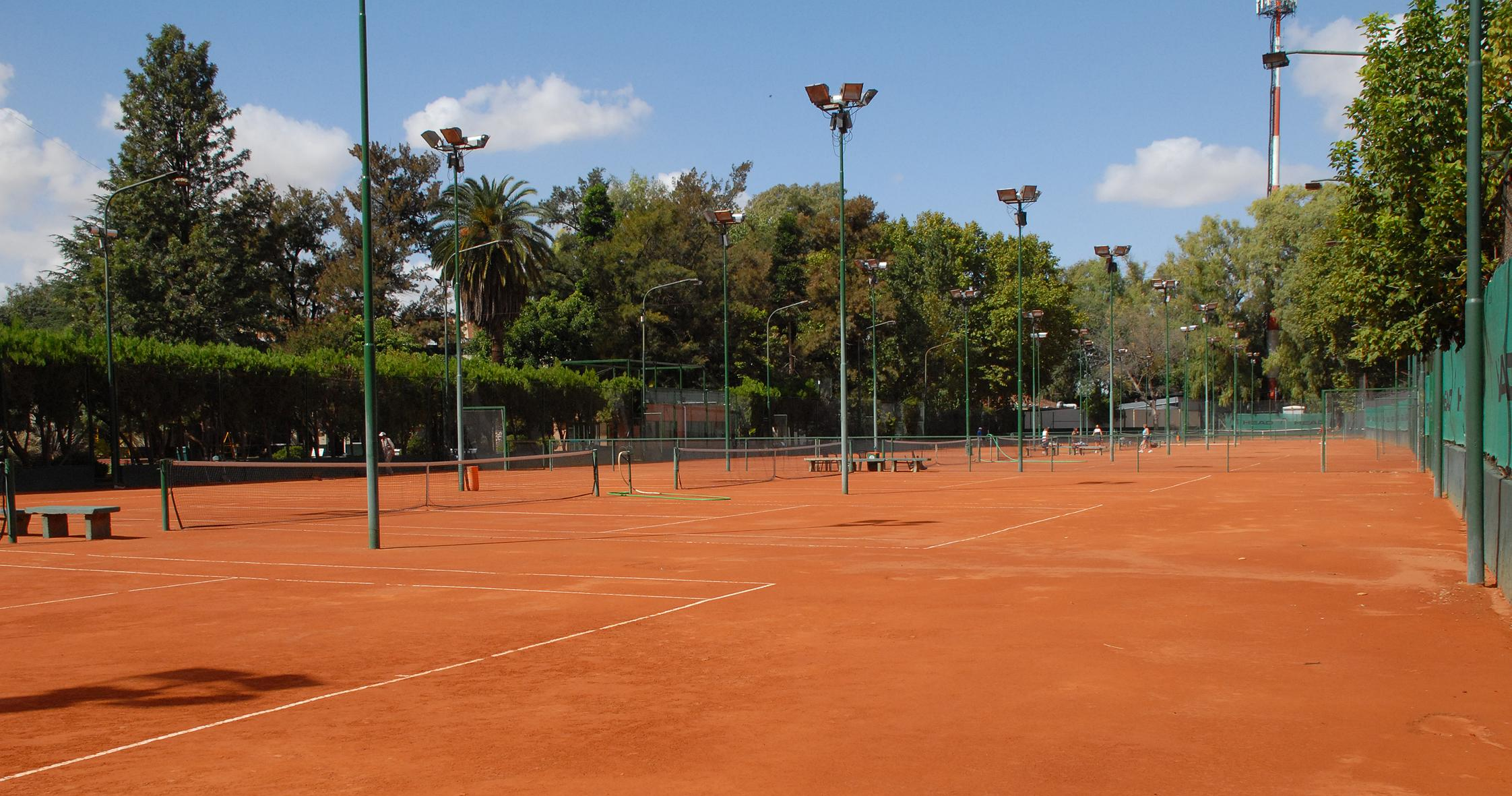
Tenis.

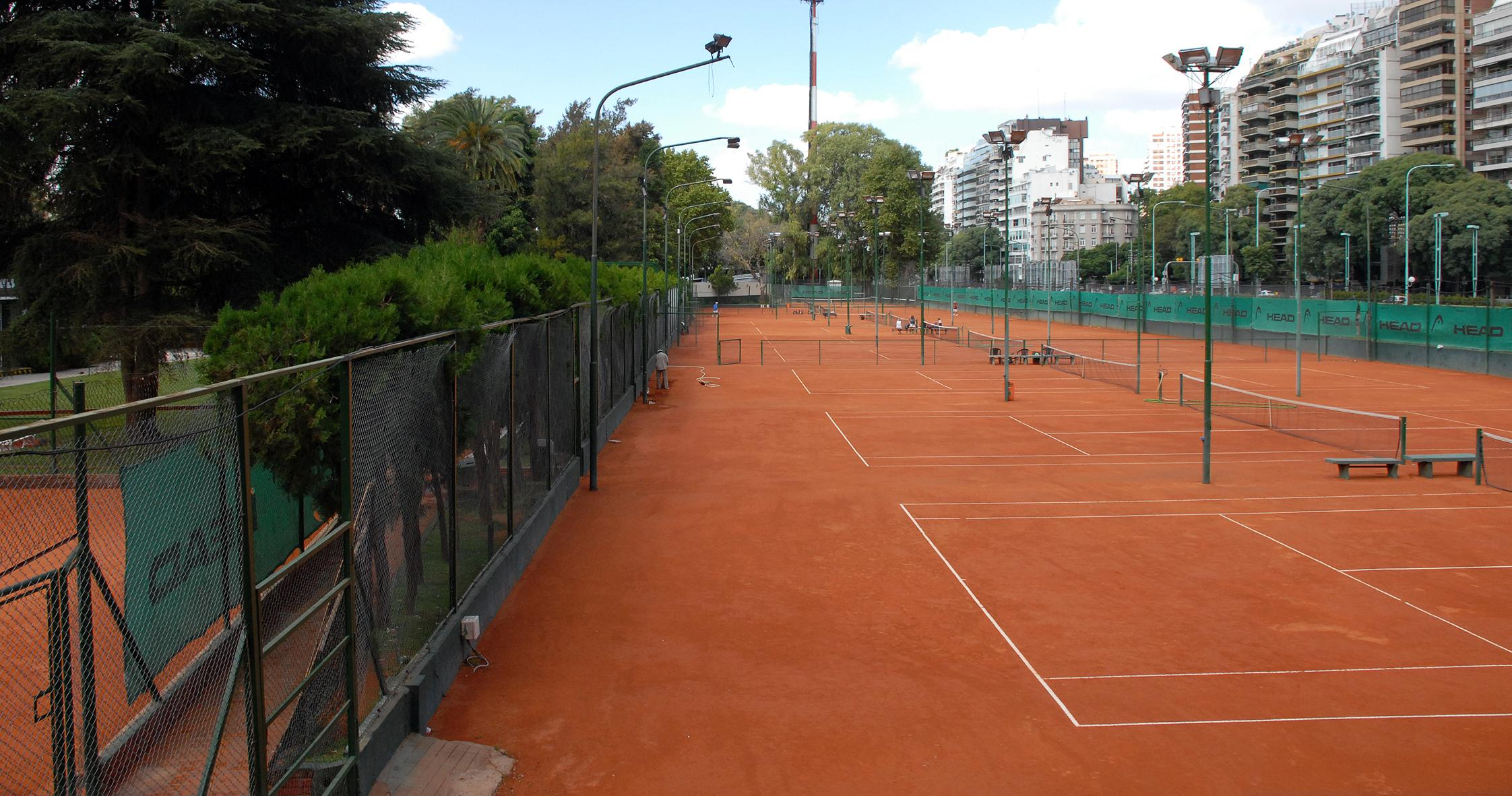
Tenis

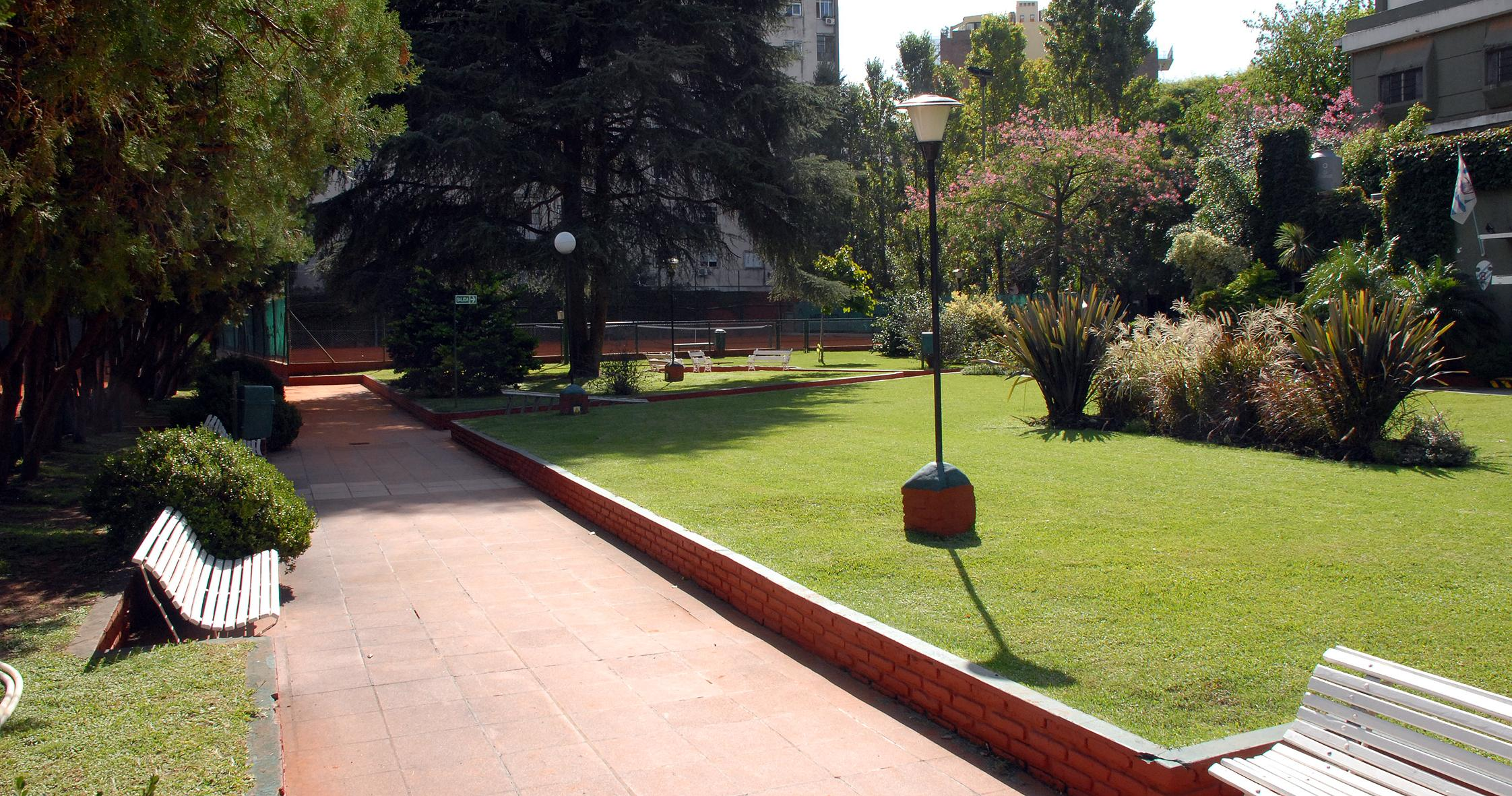
Tenis

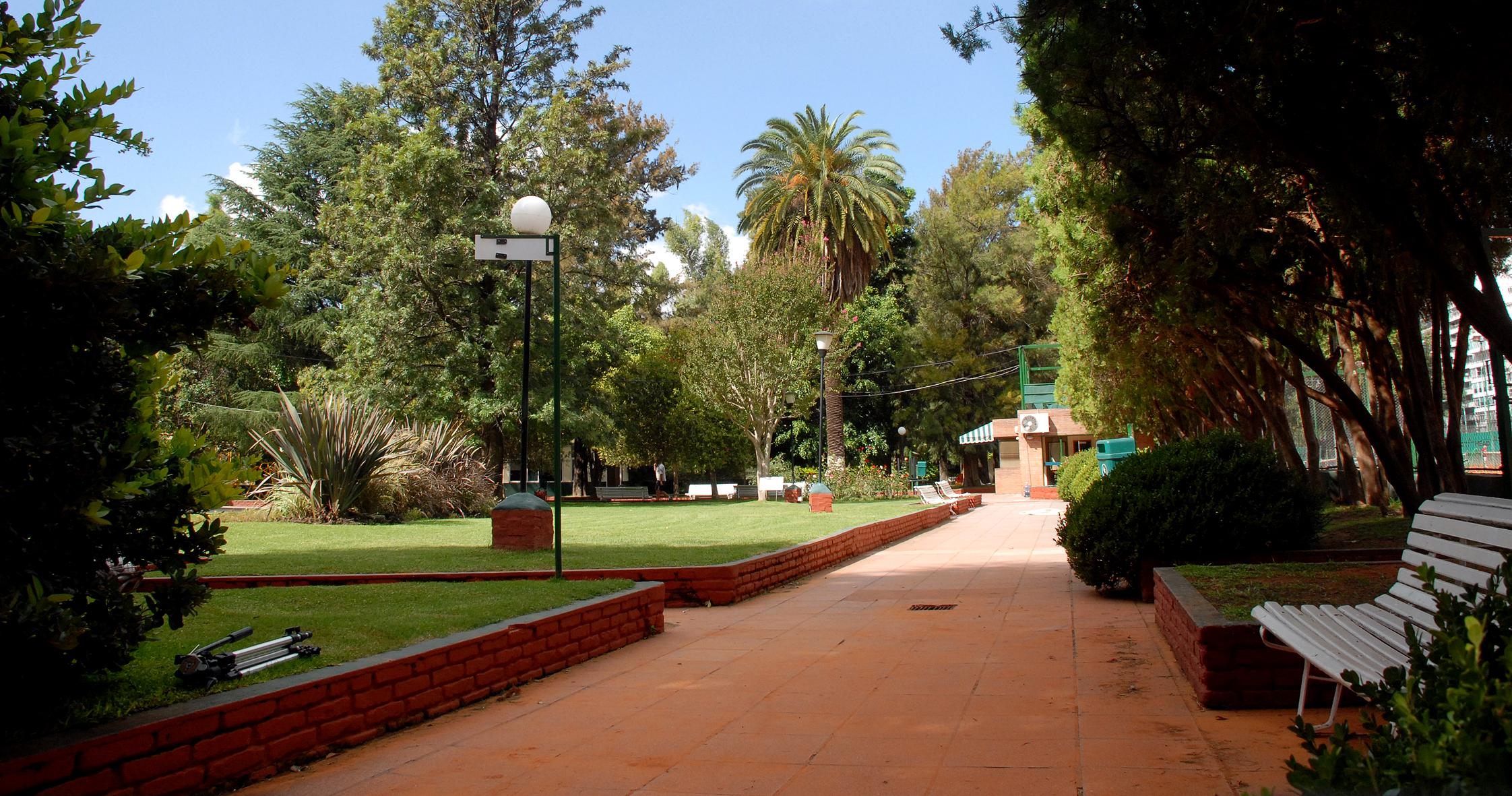
Tenis

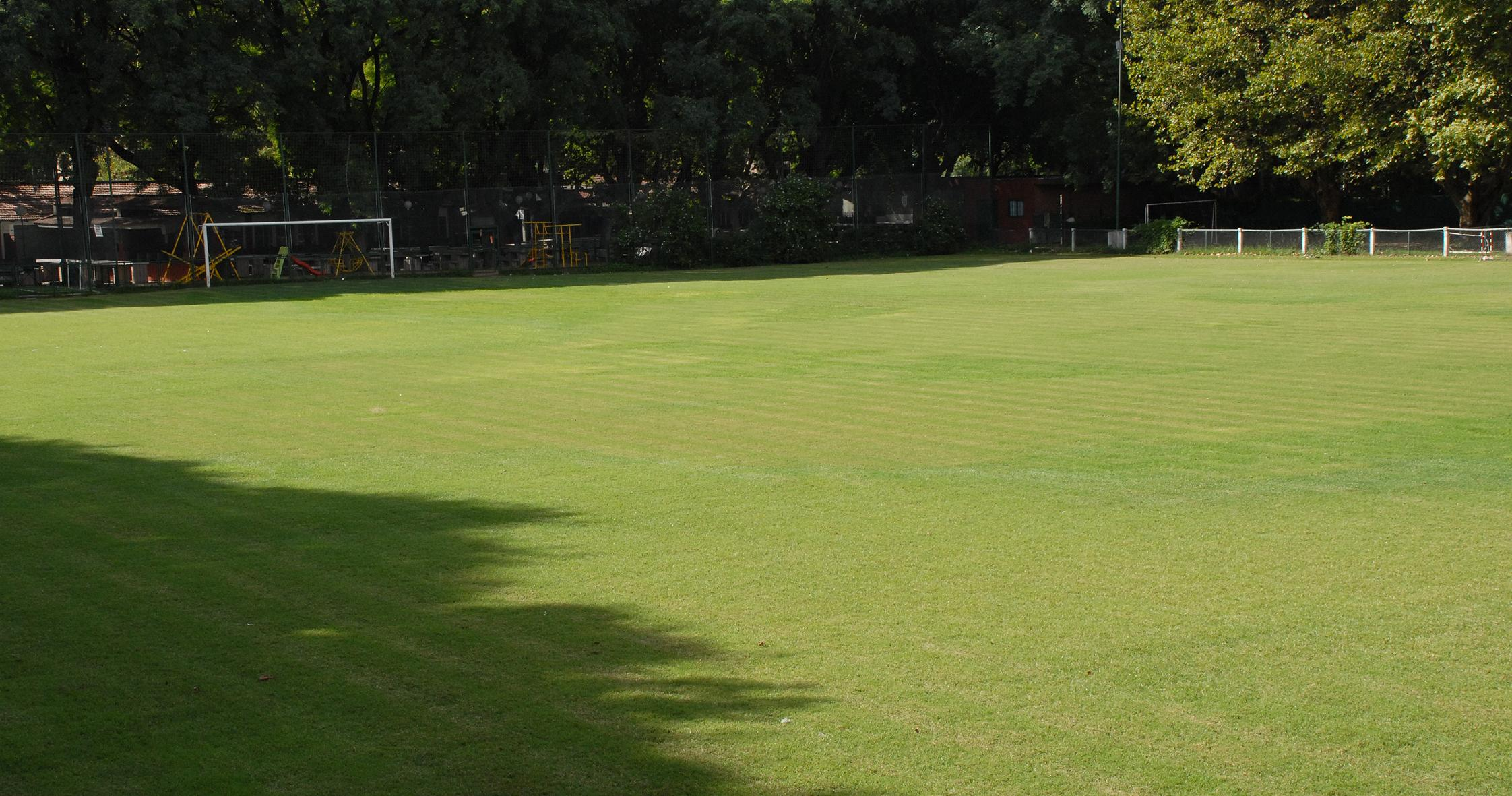
Cancha de fútbol

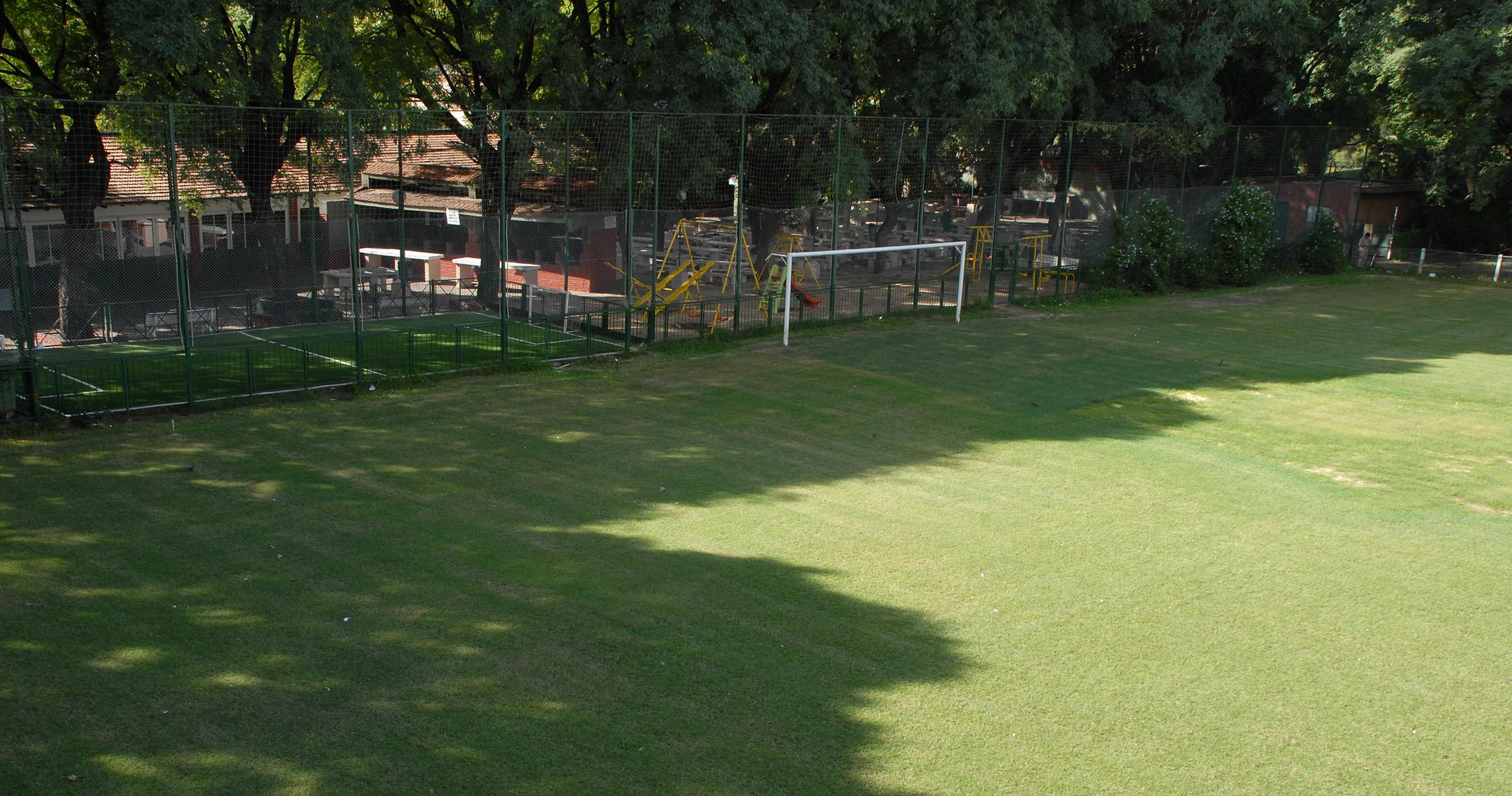
Cancha de fútbol

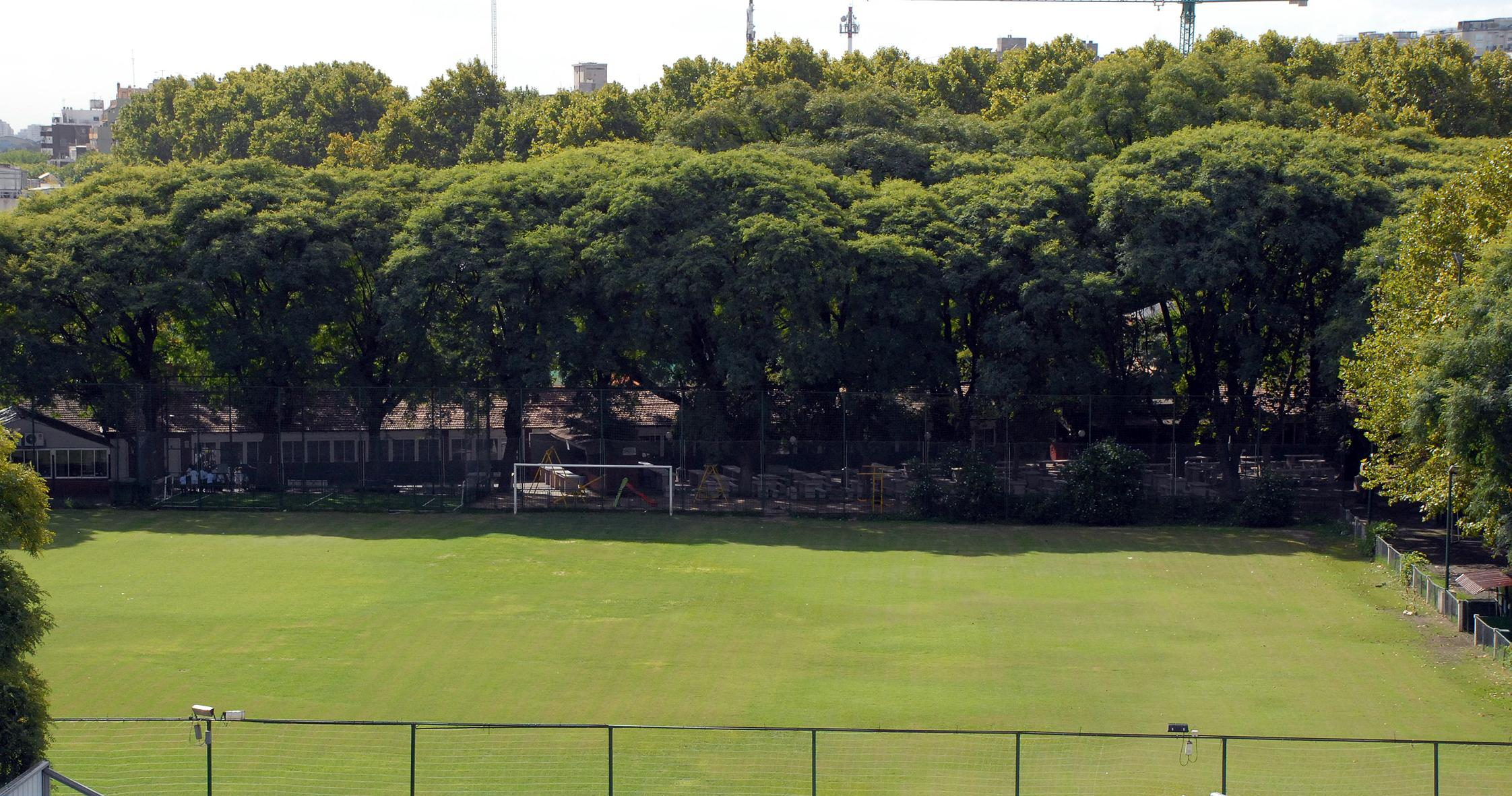
Cancha de fútbol

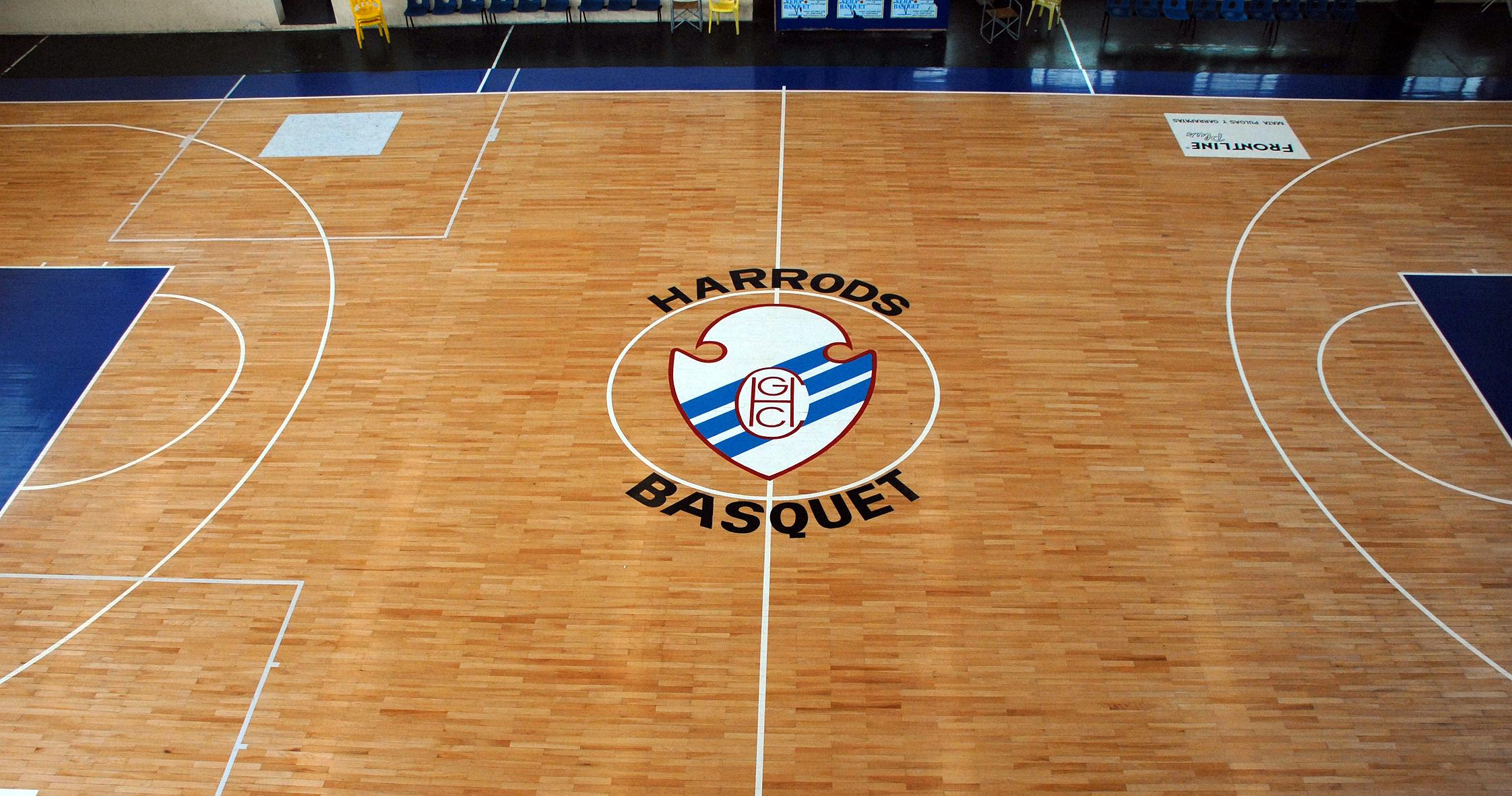
Cancha de básquet

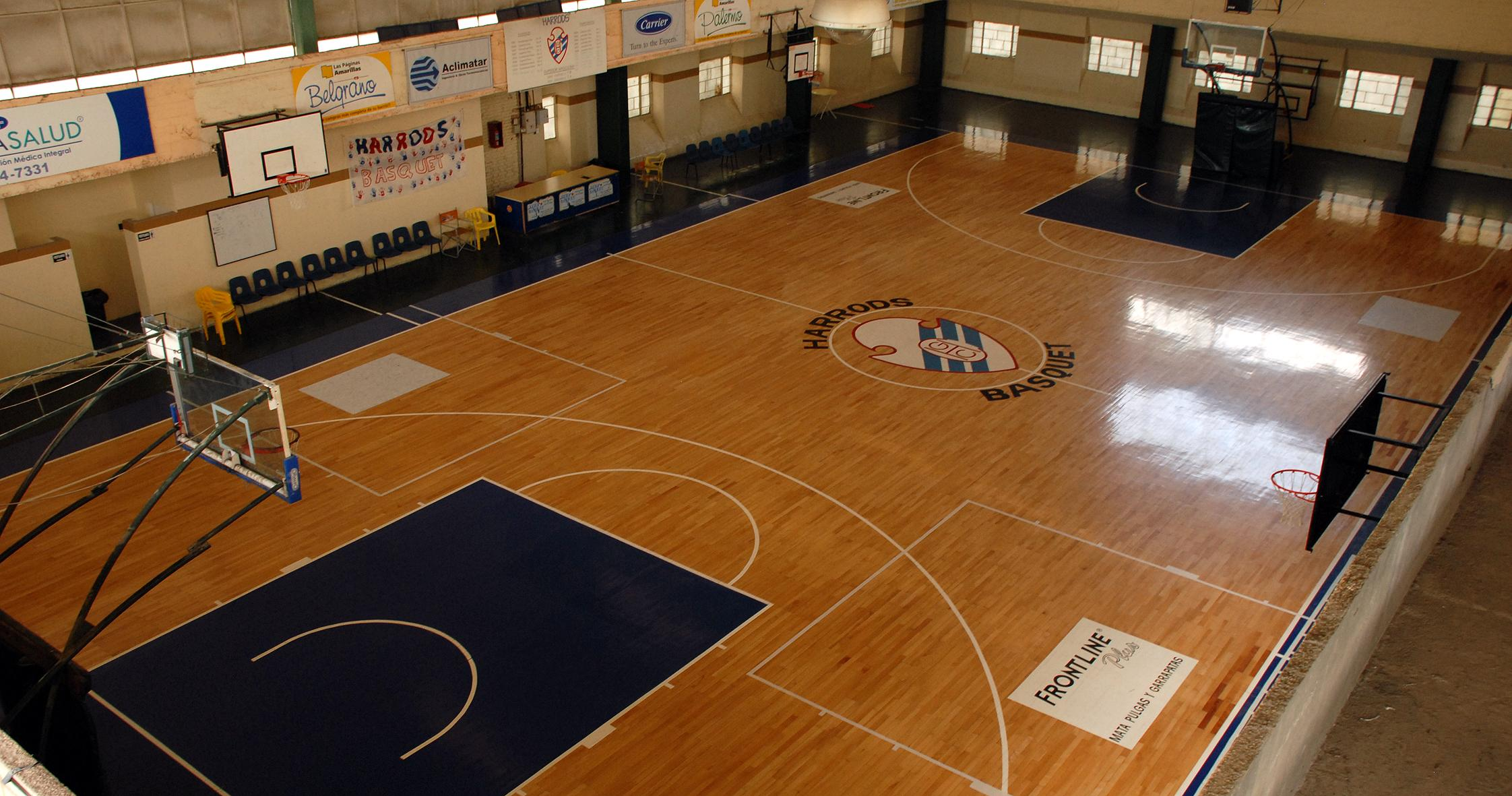
Cancha de básquet

- 14 canchas de tenis: polvo de ladrillo
- 1 cancha de fútbol 11: césped sintético
- 1 gimnasio de básquet profesional: piso de parqué
- 1 gimnasio de vóley
- 1 pista de Hockey sobre Patines
- 1 gimnasio polideportivo de baldoza (fútbol, básquet, vóley, bádminton)
- 1 cancha de césped sintético de fútbol 6
- 2 playones polideportivos de baldoza y cemento (fútbol, básquet, vóley)
- 1 gimnasio de pesas y complementos
- 2 salones para clases de fitness, taekwon-do y eventos
- 1 salón de Pool-Billar
- 1 piscina climatizada en invierno y abierta en verano
- 1 buffet
- 1 bar
- 1 salón de fiestas y eventos
- Quinchos: cubiertos y descubiertos con parrillas
- Quincho exclusivo para 80 personas
- 3 plazas con juegos infantiles
- 1 frontón de tenis
- 1 cancha sintética de mini-fútbol (3 vs 3)

## Actividades deportivas competitivas
- Bádminton
- Básquet
- Fútbol
- Hockey sobre Patines
- Natación
- Patín Artístico
- Tenis
- Vóley

## Actividades deportivas
- Gimnasia Localizada
- Hatha Yoga
- Hockey sobre césped
- Pesas y Complementos
- Pilates mat
- Reaggeton - hip-hop
- Stretching
- Tae-bo
- Tenis de Mesa
- Zumba y ritmos latinos

## Lista de Federaciones en las que el Club participa
El Club está afiliado a las siguientes Federaciones:
- AAT
- AFMB
- FEBAMBA
- Federación Metropolitana de Voleibol (FMV)
- FPP
- AIFA
- LIDE
- FEFI
- APM
- FeBaRA